# يوتا شيمومورا
يوتا شيمومورا (باليابانية: 下村 悠太) (1 مايو 1990 في طوكيو في اليابان – )؛ هو لاعب كرة قدم ياباني سابق كان يلعب كلاعب وسط.

## وصلات خارجية
- يوتا شيمومورا على موقع رابطة كرة القدم اليابانية للمحترفين (اليابانية)